# Ricard Camarena
Ricard Camarena (Barx, Valldigna, la Safor, 1974) és un cuiner valencià, guardonat amb dos estreles Michelin. Compta amb quatre restaurants, i ha estat reconegut també amb tres sols Repsol. Premi Nacional de Gastronomia el 2019 en ser reconegut com a millor cap de cuina. El 2022 participa a la XXa edició de la fira gastronòmica Madrid Fusión recolzant-se en imatges realitzades per Paco Roca, fira on també hi participaren d'altres cuiners com Quique Dacosta o Joan Roca.

## Biografia

### Infantesa i joventut
Ricard Camarena va nàixer a Barx, a la cèntrica comarca valenciana de la Safor, al 1974. Allà va viure al carrer de la Creu de Barx durant la seua infantesa. Els seus pares eren propietaris d'un supermercat, la qual cosa el va mantindre molt proper a la cuina des de ben xicotet. Així i tot, la seua primera passió va ser la música i, en especial, la trompeta. Camarena feia de trompetista en diverses bandes de música i txarangues amb les que va recórrer tot el territori valencià. A més, durant la seua joventut es guanyava la vida com a picapedrer, fent revestiments de cases de pedra. No obstant, Camarena no se sentia del tot a gust amb aquesta dedicació i mai va oblidar el seu gust per la cuina.

### Inicis gastronòmics a Barx
Combinar el món de la cuina i de la música no és senzill, a causa de l'exigència d'ambdós, per la qual cosa Camarena va haver d'abandonar professionalment la dedicació a la trompeta per apostar per la seua carrera com a cuiner, on va començar al restaurant Ca Sento. Aquesta decisió la va prendre als 26 anys, moment en el qual es va matricular en l'Escola d'Hostaleria i Turisme de València, gràcies al suport que sempre ha tingut de la seua dona, Mari Carme Banyuls.
El 2001 i després d'acabar els seus estudis, Camarena va decidir alquilar, juntament amb Banyuls, el restaurant de la piscina del poliesportiu de Barx, iniciant-se així la seua experiència com a cap de cuina. Allà va anar forjant el seu propi estil culinari indagant en les arrels del receptari tradicional valencià i en els seus característics productes. Així, Camarena va començar centrant la seua cuina en tapes, racions i guisos populars. Amb una gran terrassa, en estiu atenia fins a uns 150 comensals, tot i que a l'hivern es reduïa a 25, per la qual cosa va començar a treballar en una proposta més creativa que el va permetre desenvolupar-se en major mesura.

### Trasllat a Gandia i primers reconeixements
La reinvenció de la que va gaudir el restaurant va fer que aconseguira un nombre més gran de clients que va beneficiar el trasllat de Camarena a un local millor equipat. D'aquesta manera al 2004 Camarena es va traslladar a Gandia i va inaugurar el restaurant Arrop. Aquest va gaudir d'un reconeixement paulatí fins al punt d'ésser reconegut com el millor restaurant revelació al congrés gastronòmic Madrid Fusión al 2006.
La trajectòria ascendent de Ricard Camarena el va dur a ser nominat com el millor cap de cuina de l'Acadèmia Valenciana de Gastronomia el 2007. Aquest mateix any Arrop va aconseguir una estrela Michelin. Vist l'èxit dels seus restaurants, Camarena va decidir obrir FUDD, el seu primer restaurant a València, que estava basat en la cuina de l'Arrop.

### Establiment a València

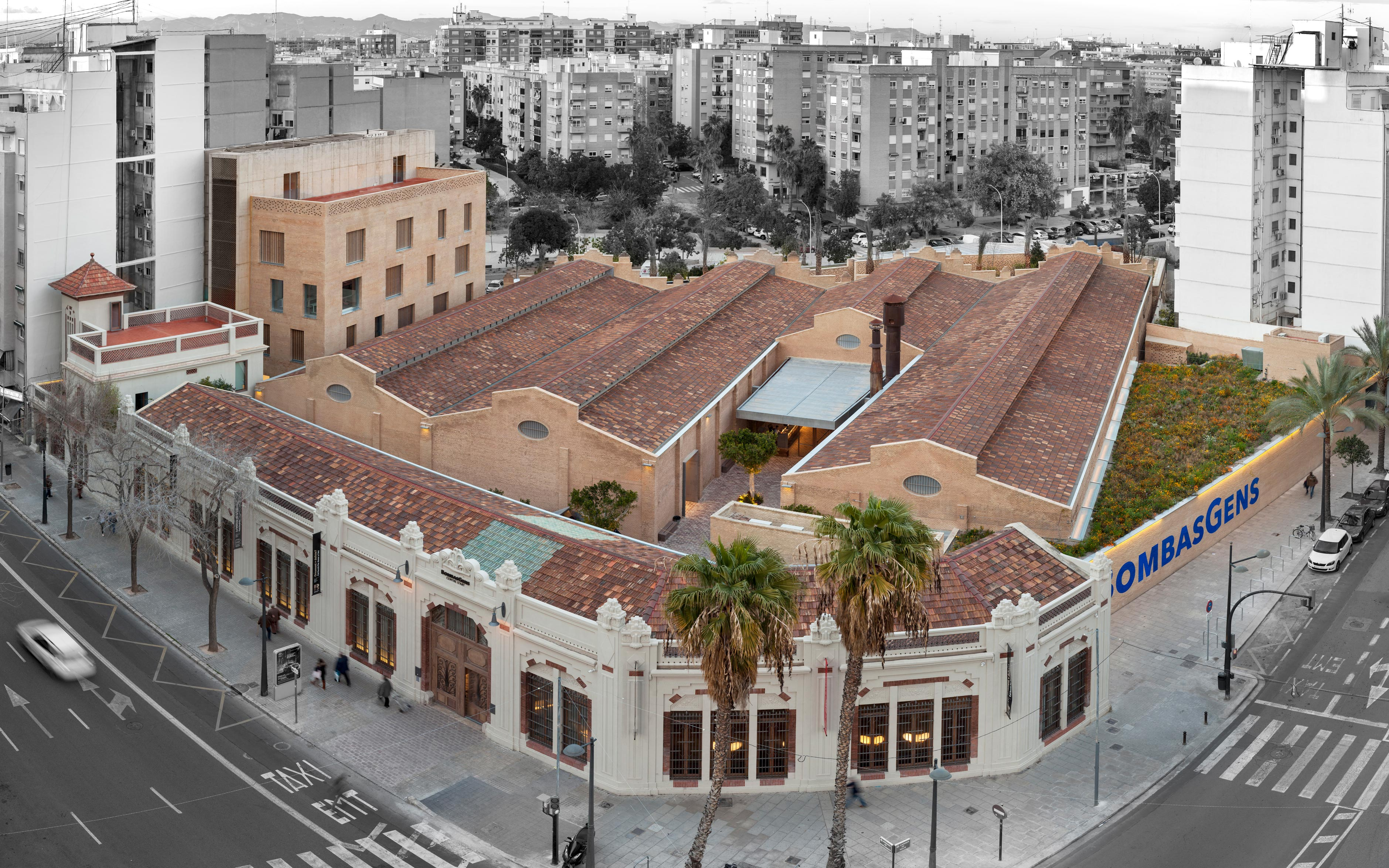
Restaurant Ricard Camarena a l'Espai Bombas Gens, al barri de Tendetes.

L'èxit d'Arrop a Gandia va permetre l'expansió de la cuina de Ricard Camarena al cap i casal. La seua primera experiència va ser una continuació d'allò que havia elaborat a la capital de la Safor. Així, Camarena va fundar Arrop València a l'Hotel Marqués de Caro, en un antic palauet del s.XVI. Tot i la consecució de la seua primera estrela Michelin, Arrop va tancar definitivament les seues portes al 2012.
Eixe mateix any, el xef va inaugurar tres nous projectes en la capital valenciana: Ricard Camarena Restaurant, en el barri de Russafa; Central Bar, al Mercat Central, i Canalla Bistró. Als pocs mesos des de l'obertura, Camarena va aconseguir revalidar la seua estrela Michelin, a la qual va sumar tres Sols Repsol.

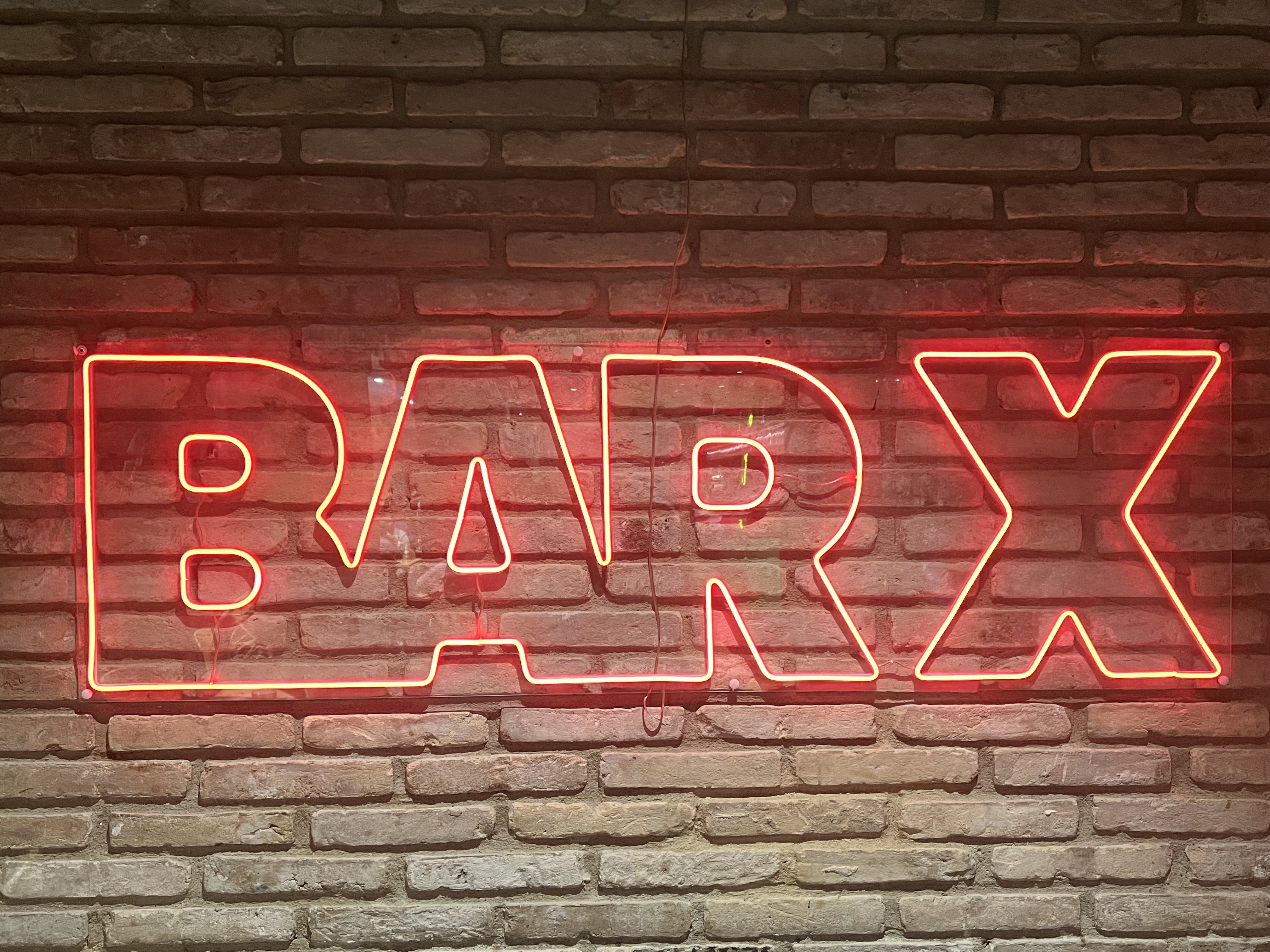
Bar X de Ricard Camarena, al Mercat de Colom de València.

El 15 de juny del 2017 es va inaugurar el nou Ricard Camarena Restaurant en Bombes Gens Centre d'Art, al barri de Tendetes de València. En aquest restaurant ha aconseguit assentar-se com un dels xefs més influents del Mediterrani, com ho demostra la consecució de la seua segona estrela Michelin al novembre de 2018. La llista de restaurants propietat de Camarena es va completar amb l'addició d'Habitual by Ricard Camarena en 2015 i Bar X en 2021, tots dos al Mercat de Colom. El nom de l'últim (Bar X) fa referència, amb un joc de paraules, al seu lloc de naixement: Barx. Camarena es va plantejar la seua expansió més enllà de València, tot i que va decidir quedar-se, encara que ha obert restaurants a altres llocs.

### Expansió més enllà del País Valencià
Fins al 2016, València havia sigut l'única ciutat espanyola en la qual es podia degustar la seua gastronomia. Aquell any, el nom de Camarena va fer el salt internacional amb la inauguració del restaurant Canalla Bistro Mèxic, a Ciutat de Mèxic. De la mateixa manera, en 2017 va obrir Canalla Bistro Madrid en el centre d'oci Platea.

## Altres projectes
Paral·lelament a l'obertura de nous locals, Camarena va donar un gir cap a la formació en 2014 creant Ricard Camarena Lab al costat de la companyia valenciana Muñoz Bosch. Situat al Mercat de Colón, en este espai es duu a terme l'I+D de l'empresa, amb presentacions de productes, cursos i degustacions privades. Eixe mateix any va obtindre el premi atorgat per Cruzcampo Gran Reserva de Xef Millesime.
Un any més tard publica el seu llibre "Caldos/Broths". En aquest llibre bilingüe (castellà/anglès) el xef valencià comparteix els seus trucs a la cuina i ofereix una explicació pràctica per poder preparar els seus plats.
El 2019 va nàixer Cuiners i cuineres, una sèrie documental emitida en À Punt i produïda per Nakamura Films on Ricard Camarena visita a diferents xefs arreu del País Valencià per tal de conéixer la seua història.
En el 2020 Ricard Camarena va aparéixer en el programa d'Amazon Prime Vídeo De la vida al plato. En aquesta sèrie, el presentador, Juan Echanove, visita huit dels més grans restaurants espanyols i conversa amb els seus cuiners. El capítol de Camarena fou l'octau i últim de la primera temporada i el xef de Barx fa un recorregut a través dels seus restaurants (Restaurant Ricard Camarena, Habitual i Canalla Bistro), així com per l'horta que inspira el valencià per tal d'elaborar els seus menús.
Aquest mateix any el cuiner barxer va estrenar el seu documental La recepta de l'equilibri al Festival de Sant Sebastià, en què es va centrar en les dificultats que van tenir aquells qui es dediquen al sector de l'hosteleria per reobrir els seus establiments després de la crisi de la Covid-19. Aquest documental fou dirigit per Óscar Bernàcer i protagonitzat pel propi Camarena i Mari Carme Banyuls. A més, va comptar amb la col·laboració de radiotelevisió valenciana, així com dels mateixos productors que hi participaren en el seu primer programa en À Punt.
L'estiu del 2021 Amstel va contactar amb Camarena per tal de fer una col·laboració en què el xef llençava una nova recepta que va anomenar "Flor de carabasseta farcida en tempura d'Amstel Radler". El patrocini incloia, per tant, una nova elaboració del cuiner valencià feta amb la cervesa de la marca neerlandesa amb seu a Quart de Poblet. El treball conjunt entre Amstel i el xef barxer no va acabar aci, ja que per a la temporada hivernal Camarena va elaborar dos nous plats en aquest cas fets a base d'Amstel Oro, la cervesa torrada de la marca. D'aquesta manera, amb un consomé i una amanida, el cuiner va tractar de fer dues receptes saludables en vistes de les celebracions de Nadal.
També al 2021 el xef de Barx va col·laborar amb IKEA en la creació d'una terrassa multifuncional per a la Fundació Per Amor a l'Art (FPAA) a l'Espai Bombas Gens. Aquest projecte va comptar amb una zona de jardineria per a l'aprenentatge de l'horticultura; un cinema d'estiu per a projectes propis i altres videos; una zona d'Street Art, amb el seu mural; un espai per a les assemblees i un chill out.
Al 2024, Camarena va ser un dels convidats que apareixen al documental sobre el xef madrileny Dabiz Muñoz, guanyador de tres estrelles Michelin. En aquest projecte produït per Netflix, Camarena recorre la ciutat de València amb Dabiz Muñoz, mentre xarren sobre l'exigència de la cuina d'elit i l'esgotament mental que comporta dedicar-s'hi. Tot seguit, Camarena convida Muñoz i altres amics al seu local situat al Mercat Central de València, el Central Bar, on fan un dinar previ a la celebració de la gala dels 50 millors restaurants del món del 2023 que es va celebrar a la Capital del Túria.

### Accions solidàries
L'any 2016 Camarena va acollir al seu restaurant Habitual la VI Trobada Gastronòmica-Benèfica de l'associació Viktor E. Frankl. El xef va dissenyar un menú degustació per a cent convidats selectes amb l'acompanyament dels vins de les Bodegues Vicente Gandia. Els fons recauddats es van destinar a aquesta associació valenciana dedicada a donar ajut gratuït a les persones que travessen una situació difícil per la pèrdua d'un ser estimat, de la salut o per haver patit un fet dramàtic.
A més, el 22 de febrer del 2021 Camarena va participar en un taller organitzat per l'organització sense ànim de lucre: Chefs for the Children. En aquest projecte solidari i baix el lema "Menjar sà és divertit", Camarena i altres destacats xefs amb estrela Michelin van tractar d'ensenyar la importància d'alimentar-se de manera saludable des de la infantesa.
Paral·lelament, el barxer ha estat reconegut per la seua decidida aposta per la sostenibilitat, amb la consecució de l'Estrela Verda de Sostenibilitat. Tant és així que a la Madrid Fusión d'Aliments d'Espanya del 2021 Camarena va anunciar el seu compromís de convertir la seua cuina en més sostenible i saludable, mitjançant la priorització del producte local de l'horta valenciana. A més, al febrer del 2022 el xef va decidir incorporar al seu restaurant el menú Oxalis, el qual és d'elaboració completament vegana.

## Premis i reconeixements
Al desembre de 2018, la revista italiana Identità Golose va nomenar a Ricard Camarena com el millor cuiner estranger de l'any. A més, el 4 de novembre de 2019, va rebre el Premi Nacional de Gastronomia al millor cap de cuina, atorgat per la Reial Acadèmia de Gastronomia. El guardó, que va rebre en el Museu Nacional Centre d'Art Reina Sofia de Madrid, li ho va dedicar als seus clients, a la seua dona i a tot el seu equip de cuina. Camarena es va convertir eixe dia en el tercer valencià a rebre este premi des que es va instaurar en 1974. Prèviament, Raúl Aleixandre ho va guanyar l'any 2004 i Quique Dacosta, en 2005. El 2020 el xef fou guardonat als Premis Nacionals d'Hostaleria tant pel seu talent a la cuina com per l'impuls que ha donat al sector gràcies a les seues iniciatives i investigacions. L'any 2021 va ser nomenat cuiner de l'any per Madrid Fusión i va rebre el We’re Smart Discovery Award.
Podem resumir les distincions que ha rebut Ricard Camarena de la següent manera:
- Arrop restaurant revelació en la Cimera Gastro de Madrid Fusió (2006)
- Arrop aconseguix l'estrela Michelín (2007)
- Arrop Restaurant revelació Cellers Gandia Pla (2008)
- Millor aportació gastronòmica de l'Any a la Túria Gastro Urbana (2008)
- Obtenció de tres sols Repsol (2011)
- Premi Louis Roederer-Verema al restaurant amb millor tractament del vi a Espanya 13° edició Trobada Verema València (2013)
- Premi Xef Millesime by Cruzcampo Gran Reserva (2014)
- Millor restaurant de cuina creativa per Salsa de Chiles (2018)
- 11° posició en la Smart Green Guide (2018)
- Ricard Camarena Restaurant rep la seua segona estrela en la Guia Michelin (novembre 2018)
- Millor cuiner estranger per la revista Identità Golose (desembre 2018)
- Premi Nacional de Gastronomia al millor cap de cuina atorgat per la Reial Acadèmia de Gastronomía
- Habitual rep un Sol Repsol (2020)
- Cuiner de l'any per Madrid Fusió (2021)
- Premi We’re Smart Discovery Award (2021)

## Galeria d'imatges
Recull de diversos plats que es poden trobar al restaurant Ricard Camarena:

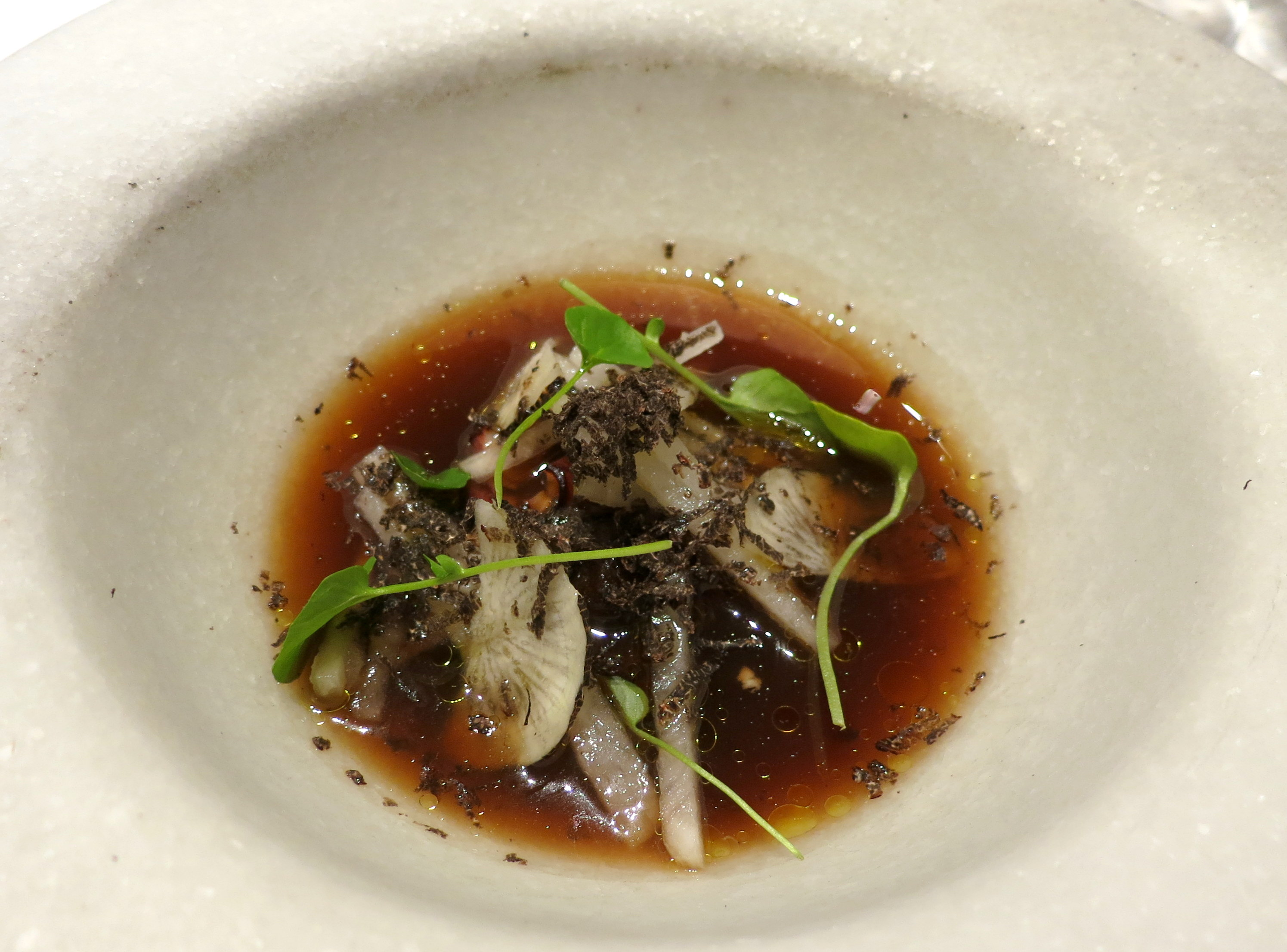
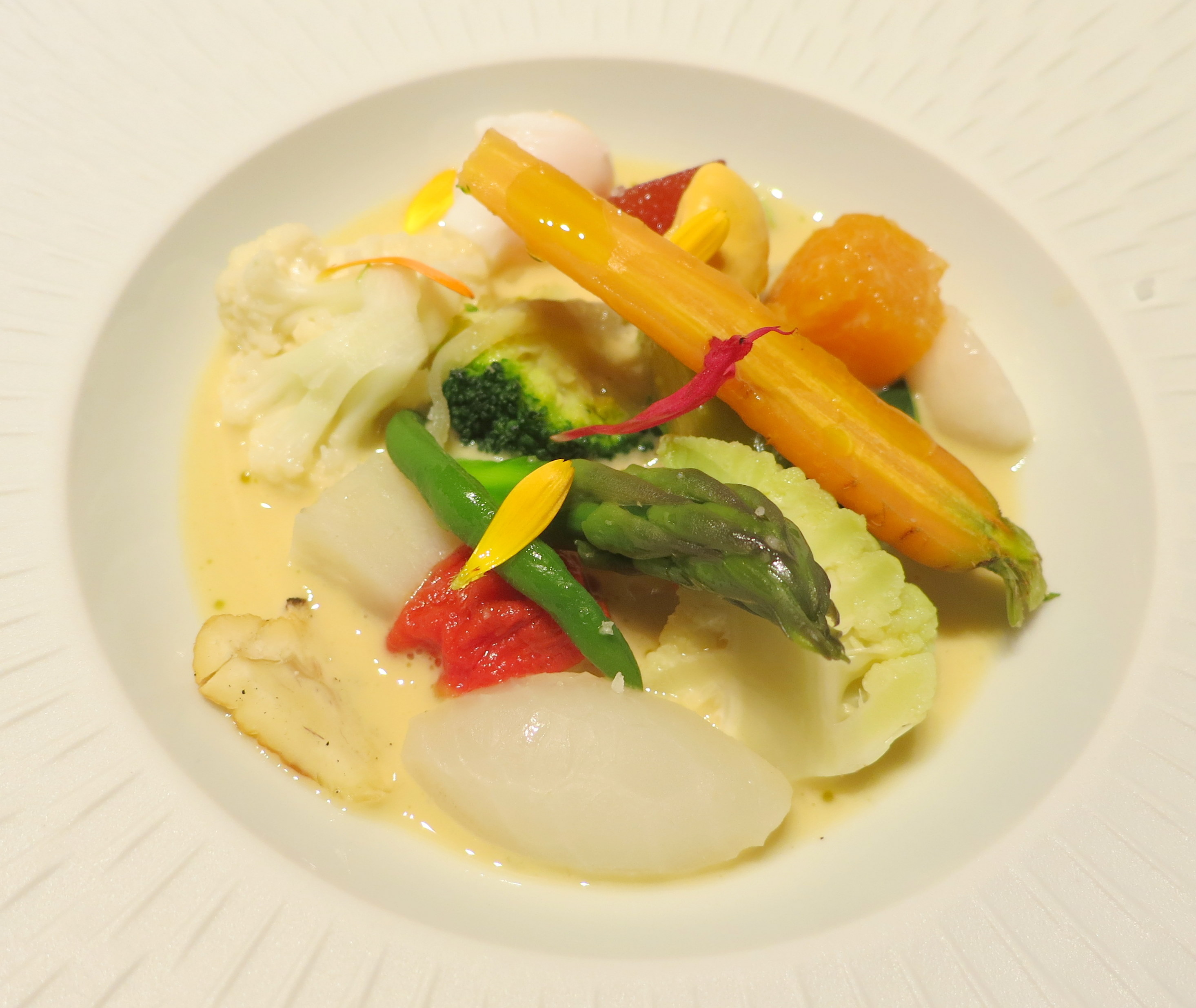
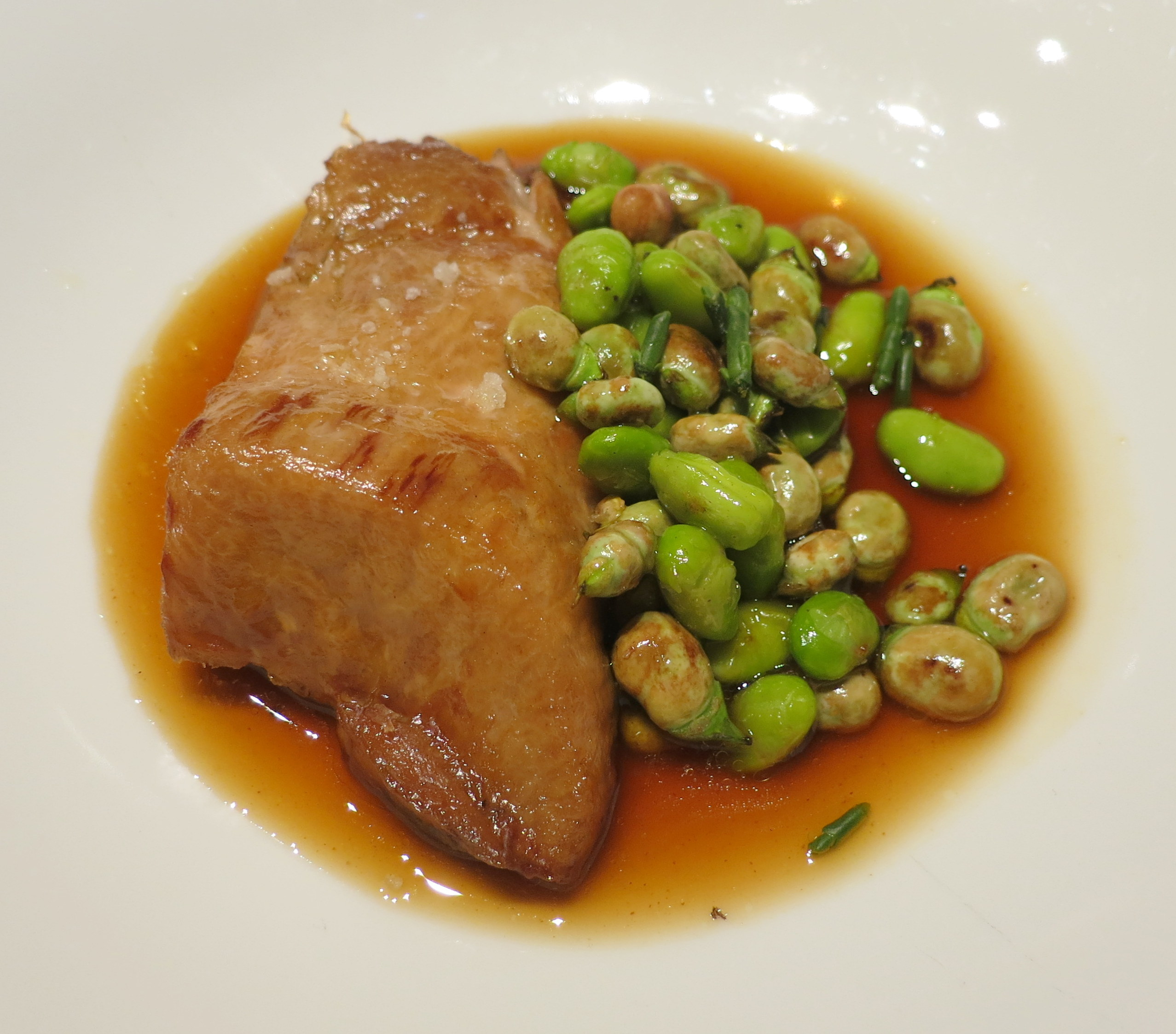
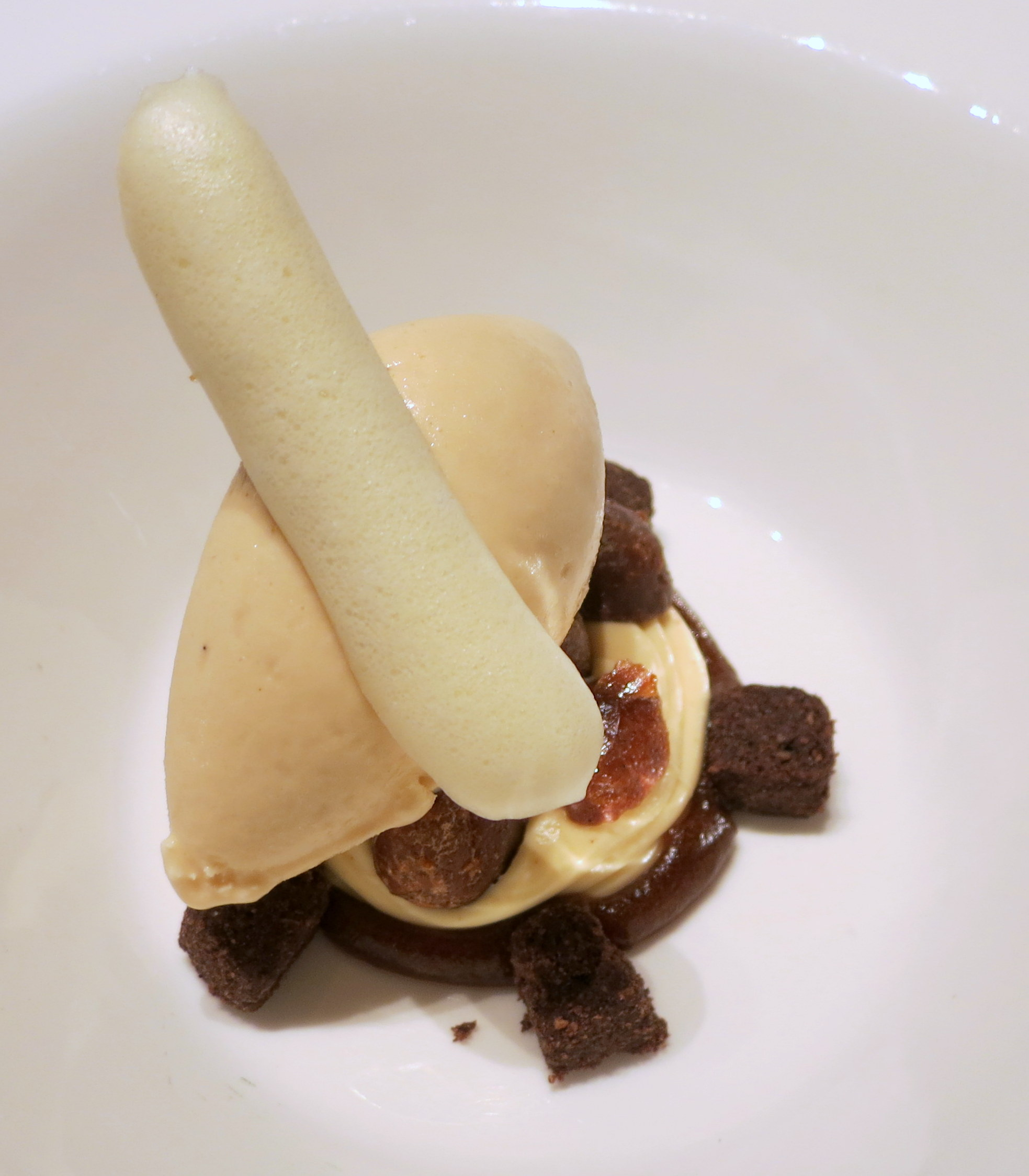